# 宇野朴人
宇野朴人（1988年—），日本小說家、輕小說作家。
在弘前大学就學階段，於電撃文庫發表輕小說作品《神與奴隸的誕生語法》（神と奴隷の誕生構文）。
代表作有《神與奴隸的誕生語法》以及《發條精靈戰記 天鏡的極北之星》等。

## 作品

### 輕小說
- 神與奴隸的誕生語法 - 插畫：木耳；出版：電擊文庫（ASCII MEDIA WORKS）；代理：無
- 發條精靈戰記 天鏡的極北之星 - 插畫：さんば挿；出版：電擊文庫（ASCII MEDIA WORKS）；代理：台灣角川
- 七魔劍支配天下- 插畫：ミユキルリア；出版：電擊文庫（ASCII MEDIA WORKS）；代理：台灣角川

## 外部連結
- 宇野朴人的X（前Twitter）（日語）
- 電撃文庫&電撃MAGAZINE（页面存档备份，存于）（日語）
- メディアワークス文庫（页面存档备份，存于）（日語）